# Mega Robot Super Singes Hyperforce Go !
 (octobre 2021).
- Si vous ne connaissez pas le sujet, laissez ce bandeau (vous pouvez alors contacter les auteurs).
- Si vous supprimez le contenu mis en cause (vous pouvez préalablement contacter les auteurs),

argumentez précisément cette suppression dans la page de discussion
(un manque de référence n'est pas un argument ; une recherche réelle de référence doit avoir été effectuée, être formellement documentée).
Mega Robot Super Singes Hyperforce Go ! (ou MRSSHFG!) (Super Robot Monkey Team Hyperforce Go !) est une série télévisée d'animation américaine et japonaise en 52 épisodes de 23 minutes créée par Ciro Nieli et diffusée du 18 septembre 2004 au 16 décembre 2006 dans le bloc de programmation Jetix aux États-Unis.
En France, elle a été diffusée sur Jetix, et en Belgique sur Club RTL.

## Synopsis
Avec l'aide de cinq valeureux singes robots, Chiro Takashi, un jeune adolescent doté de super pouvoirs, a pour mission de protéger la planète Shuggazoom face au danger que représentent le Seigneur Karkass et ses monstres.

## Distribution

### Voix originales
Rica Matsumoto: Chiro
Shinji Kawada: Antauri
Koji ochiai: Sparks
Mitsuaki Hoshino: M. Hal Gibson
Masumo Amada: Otto
Yoko Honna: Nova

### Voix anglaises
- Greg Cipes : Chiro
- Kevin Michael Richardson : Antauri
- Corey Feldman : Sparks
- Tom Kenny : M. Hal Gibson
- Clancy Brown : Otto
- Kari Wahlgren : Nova
- Mark Hamill : Le Seigneur Karkass/L'Alchimiste
- Ashley Johnson : Jinmay
- James Hong : Mandarin

### Voix françaises
- Paolo Domingo : Chiro
- Frantz Confiac : Antauri
- Direction artistique : Martin Brieuc (dialogues), Georges Costa (chants)

## Personnages

### Chiro Takashi
HISTOIRE
Chiro Takashi, connu professionnellement seulement comme Chiro, est un garçon normal jusqu'au jour où il trouve le Méga Robot. Il est alors envahi par la puissance primate ! Avec l'aide des Super Singes, il protège Shuggazoom des hordes du terrible Seigneur Karkass.
DESCRIPTION
Chiro est âgé de 13 ans mais dans le 1er épisode de la saison 2, il a eu 14 ans, ses cheveux sont noirs et les yeux sont bleus.
ATTAQUES
- Furlguro foudre : un coup de poing foudroyant
- Furlguro chout : un coup de pied foudroyant
- Chiro lance d'énergie : une flèche énergétique
- Force primate : Une énergie de couleur verte très puissante.

### Antauri
INFO
- Rôle: Super singe
- Genre: Mâle
- Planète: Shuggazoom

DESCRIPTION
Antauri est le super singe noir dans les saisons 1 et 2, dans les saisons 3, 4 et 5 il est le super singe d'argent. Il est le sous chef de l'hyperforce. Antauri est très calme et serein, il enseigne à Chiro la puissance primate, et donne des conseils spirituels au reste de l'équipe. Sa principale occupation est la méditation. Il pilote la tête super sonique du méga robot.
ATTAQUES
- ARMES: Griffe Spectrale
- Sirène mentale: un cri d'énergie sorti de sa bouche.
- Spectro griffe: ses griffes passent à travers un objet
- Bâton énergétique: un bâton formé d'énergie
- Lame énergétique: Une lame formée d'énergie. (Comme tous les autres robots singes de l'hyperforce, il a la puissance primate).

ATTAQUE DUO
Combo double super singes: Une tornade qui lance des laser et des lames énergétiques qu'Antauri et Gipson produisent.

### SPRX-77 (Sparx)
INFO
- Rôle: Super singe
- Genre: Mâle
- Planète: Shuggazoom

DESCRIPTION
Sprx-77 est le Super singe rouge ; les autres le surnomment "Sparx" à l'exception de Nova qui l'appelle Sparky. Il est le meilleur pilote de l'équipe de l'hyperforce, et aime faire beaucoup de blagues. Il éprouve beaucoup de sentiments pour Nova, mais il tombe souvent amoureux d'autres filles ! Il appelle Chiro ''petit''. Il pilote l'aéro point 1 du méga robot.
ATTAQUES
- ARME: Aimant
- Magnéto sphère: Une sphère magnétique
- Bouclier magnétique: un champ magnétique défensif
- Electro vibra: une vaque d'énergie qui repousse les ennemis
- Magnéto mitraillette: une attaque qui lance des boules d'énergie comme des mitraillettes. (Comme tous les autres robots singes de l'hyperforce, il a la puissance primate).

ATTAQUE DUO
Onde de chock Supra sonic: Une attaque produite par sparx et nova deux grosses ondes de choc utilisées contre l'ennemi.

### M.Hall Gibson (Gibson)
INFO :
- Rôle: Super singe
- Planète : Shuggazoom
- genre : Male

DESCRIPTION : M.Hall.Gibson est le super singe bleu ; il préfère qu'on l'appelle Gibson. C'est le scientifique de l'équipe de l'Hyperforce. Il pilote l'aéro point 2 du méga robot.
ATTAQUES
- ARME:Foreuse
- Lazéro griffe: Un laser énergétique.
- traceur: Un petit appareil pour pister l'ennemi.
- mousse d'isolation: Une mixture protectrice rose pour protéger quelqu'un contre les éléments.
- menotte énergétique: des menottes faites d'énergie pour attraper l'ennemi.
- Percuto laser: Un laser énergétique qui percute l'ennemi.

ATTAQUE DUO
Combo double super singes: Une tornade qui lance des lasers et des lames énergétiques qu'Antauri et Gipson produisent.

### Nova
INFO
- Rôle: Super singe
- Genre: Fille
- Planète: Shuggazoom

DESCRIPTION
Nova est le super singe jaune avec les yeux roses, et la seule fille dans l'équipe de l'hyperforce. Elle éprouve des sentiments forts pour Sparx, mais elle ne l'admet jamais. Elle déteste le froid. Elle pilote le blédi Mitrailleur 1. Elle est la 2e sous-chef de l'Hyperforce 
ATTAQUES
- ARME: Méga point
- Piro Furi: Une attaque de feux.
- Percuto Big Bang: Un coup de point puissant
- Tournico éjecteur: Une attaque où nova tourne et balance l'ennemi
- Laser énergétique: Un laser énergétique jaune.
- Tornado Piro: en tournant son corps nova crée une tornade de feu autour d'elle. Nova a une capacité rarement vue et extrêmement destructive, elle augmente la température de son corps au-delà de ce que la plupart des formes de vie peuvent tolérer. (Comme tous les autres robots singes de l'hyperforce, elle a la puissance primate).

ATTAQUE DUO
Onde de chock Supra sonic: Une attaque produite par sparx et nova deux gros ondes de choc utilisées contre l'ennemi.

### Otto
INFO
- Rôle: Super singe
- Planète: Shuggazoom
- Genre: Mâle

DESCRIPTION
Otto est le super singe vert de l'équipe de l'hyperforce. Il est le mécanicien de l'équipe : c'est lui qui se charge de construire et réparer les appareils sont ils ont besoin. Le rêve d'Otto est d'aller dans un cirque. Il pilote le blédi mitrailleur 5 du méga robot.
ATTAQUES
- ARME: Scie
- Méga Tourbillo lame : Otto tourne comme une tornade en dispersant des scies d'énergie.
- Lame tranchante : des Scies d'énergie tranchantes qu'Otto lance
- Char de rasoir: Otto utilise ses scies comme roues pour rouler.
- Fiction laser: un laser énergétique (Comme tous les autres robots singes de l'hyperforce il a la puissance primate).

### Le Méga Robot
INFO
- Rôle: Méga robot de l'hyperforce
- Genre: Mâle
- Planète: ...

HISTOIRE
Le Méga robot est la machine dont se sert l'hyperforce pour combattre. Il a été créé sur une autre planète par les docteurs Takauchi et Maezono. Le docteur Takauchi est mort à cause du docteur Maezono : ce dernier voulait mettre son cerveau dans une machine puissante, mais le docteur Takauchi a débranché le cordon qui reliait les cerveaux de Maezono, et cela a provoqué une surcharge qui a engendré une explosion.
DESCRIPTION
Le Méga robot est un Robot formidable très puissant. Il peut se décomposer en 6 parties commandées par les super singes:
- Tête Super sonic : Antauri
- Mega Tanque : Chiro
- Aero Point 2 : Gipson
- Aero Point 1 : SPRX-77
- Bledi Mitrailleur 1 : Nova
- Bledi Mitrailleur 2 : Otto

ATTAQUES
- Bledi Rockets: Des missiles envoyés par les pieds du Robot.
- Laser
- Laser gelant
- Missiles
- Laser de feu : du feu envoyé par ses mains.
- Petits canons laser : Des petits canons laser sur les épaules du robot.
- Gros canon laser: Un gros canon qui sort de son dos.
- Fury laser tronique: Un très gros rayon qui sort de la boite du robot.
- Ronds mitraillettes: Des missiles ronds qui sortent de sa bouche.
- BOUCLIER

## Les Méchants

### Le Seigneur Karkass
INFO
- Rôle: Méchant principal
- Genre: Mâle
- Planète: Shuggazoom

DESCRIPTION
Le Seigneur Karkass est celui qui a créé les super singes : c'était un homme bien jusqu'au jour où la puissance des grands obscurs a fini par dévorer son âme. Karkass veut régner en tant que maître sur Shugazoom.
ATTAQUES
- Laser énergétique: Un laser énergétique produit par le sceptre du Seigneur karkass
- Pouvoir de glace: Le seigneur karkass peut geler les choses, il a eu ce pouvoir en absorbant le pouvoir de morlate le démon de glace.
- Absorbation: Le seigneur karkass peut absorber les ennemis dans son sceptre quand il le fait, il obtient le pouvoir de celui qu'il a absorbé.
- Onde énergétique: Une attaque qui réduit l'ennemi en poussière.
- Le Seigneur Karkass a aussi la capacité de donner des pouvoirs contre un service  détruire l'hyperforce mais si celui à qui, il a donné des pouvoirs ne l'obéit pas, il le fera vieillir.

### Mandarin
INFO
- Rôle: Super singe maléfique
- Genre: Mâle
- Planète: Shuggazoom

HISTOIRE
Autrefois Mandarin était le chef de l'hyperforce, il faisait régner le bien sur Shuggazoom jusqu'au jour où il décide de devenir le maître de Shuggazoom assoiffé de pouvoir, donc les super singes ont dû l'emprisonner dans la prison de Ranger 7. Un jour Mandarin est libéré de la prison ranger 7, il essaie à nouveau de contrôler Shuggazoom (ça rate). Mandarin se met donc avec Karkass. Dans la saison 2 Karkass le remplace par un autre Mandarin et détruit le vrai Mandarin. Mais dans l'épisode Tous contre Chiro Karkass l'a remplacé par une copie meilleure de lui.
ATTAQUES
- ANCIENNE ARME: Épée énergétique et gant bouclier
- ARME: Pince
- Sirène mentale: Ondes sonores énergétiques.

### Valina
INFO
- Rôle: Sorcière
- Genre: Fille
- Planète: Shuggazoom

DESCRIPTION
Avant, Valina était une Shuggazoomiene normale. Un jour, ses parents Papi et mami Sheenko l'ont amenée dans le cercle des adorateurs du Seigneur Karkass, le seigneur Karkass a fait d'elle une sorcière et lui a donné des pouvoirs pour faire les maléfices reigner.
ATTAQUES
- Laser énergétique
- Vision de malheur: Elle lance un laser par les yeux et peut donner des visions de malheur aux gens.
- Bulle énergétique: Elle peut enfermer ses adversaires dans une bulle énergétique.
- Crane chauve-souris: En ouvrant la bouche elle peut lancer des chauves-souris à tête de crane.
- Ouverture portail : autre monde.
- Doigts élastiques: Valleena peut agrandir ses doigts pour prendre quelque chose ou le laisser.
- Long coup: Elle peut agrandir son coup.
- File énergétique: Un file énergétique (elle l'utilise comme laisse pour Mandarin).
- Oiseau de feu (en dirigeant sa main vers le feu elle peut créer des oiseaux de feu).

### Le Grand Obscur
INFO
- Rôle: Gros ver maléfique
- Genres: Male
- Planète: Shuggazoom

DESCRIPTION
La Fusion Obscure est un gros ver géant qui grandit en absorbant l'énergie des planètes.
HISTOIRE
Il y a bien longtemps avant la création des planètes une force cosmique malveillante s'est infiltrée dans le noyau d'innombrables planètes. Car cette force savait qu'elle allait un jour être libérée. Le Seigneur Karkass dans l'épisode 26 a libéré le monstre qui se cachait dans le noyau de Shuggazoom. Un gros ver géant nommé le Grand Obscur.
ATTAQUES
- Gros laser énergétique
- Ouverture brèche: des ouvertures multicolores qui permettent au grand obscur de voyager dans l'univers ou à travers les protons qui changent les dimensions et devenir petits.
- Absorption des énergies des planètes ou autres choses, etc.

### Le Télé Monstre 1
INFO
- Rôle: Robot Serviteur de Karkass
- Genre: Male
- Planète: il vient de la Citadelle de Karkass.

DESCRIPTION
Le Télé monstre/Tv monstre du Seigneur Karkass a plusieurs fonctions, il permet au Seigneur Karkass d'être omniscient à un autre endroit. Karkass peut communiquer avec quelqu'un grâce à l'écran au milieu du Tv monstre.
ATTAQUES
- Balles mitraillettes
- Laser

### Le Télé Monstre 2
INFO
- Rôle: Méchant
- Genre: Mâle
- Planète: Nulle part....

HISTOIRE
Le nouveau Télé monstre fait son apparition dans la saison 3. C'est l'ancien Tv monstre qui fusionne avec l'ordinateur d'un robot qui voulait se venger de tous ceux qui portaient la trace du Seigneur Karkass dans l'univers. Quand les deux ont fusionné, un ordre s'est programmé en fonction de ce que voulaient faire l'ordinateur et le Tv monstre Détruire l'hyperforce uniquement.
ATTAQUES
- Laser
- Missile tête chercheuse
- Main perforeuse
- Mitraillette

### Gyrus Krinkle
INFO
- Rôle: Méchant
- Genre: Mâle
- Planète: Shuggazoom

HISTOIRE
Girus Krinkle est un fou fan de l'hyperforce qui voulait être dans l'hyperforce donc il décida d'éliminer Chiro pour prendre sa place. Dans l'épisode Incident sur ranger 7 il a télétransporté Chiro dans une machine permettant d'aller dans sa tête. Il est très fort en technologie.

### Sokko
INFO
- Rôle: Méchant
- Genre: Mâle
- Planète: ....

HISTOIRE
Sokko est un singe au service du Seigneur Karkass. Il a été envoyé avec Jinmay sur Shuggazoom afin de détruire la ville de Shuggazoom.

### Boyau Glouton
INFO
- Rôle: Méchant
- Genre: Mâle
- Planète: ...

HISTOIRE ET DESCRIPTION
Le boyau Glouton est un boyau qui grandit, s'il mange beaucoup. Sur sa planète, les singes sont mangés avec de la sauce comme il le dit dans l'épisode Eden rosbif. Il déteste les légumes et cette faiblesse provoqua sa perte. Les habitants de Shuggazoom lui envoyèrent des légumes ce qui leur permit de le vaincre.

### Lord Feraille
INFO
- Rôle: Méchant
- Genre: Mâle
- Planète: ...

HISTOIRE
Autrefois, Lord Feraille était un humain, il a remplacé toutes les parties de son corps par des parties mécaniques pour devenir complètement mécanique. Dans l'épisode 4 Menace magnétique il a volé toutes les armes des super singes et a mis ses anciennes mains humaines pour Sparx.

### Morlath
INFO
- Rôle: Démon de glace
- Genre: Mâle
- Planète: Shuggazoom

HISTOIRE ET DESCRIPTION
Morlath est un démon de glace qui vivait au sud de Shuggazoom. Il est fait entièrement de glace et vivait dans une forteresse de glace. Autrefois (dans l'épisode 23) Karkass a enfermé une partie de son pouvoir dans son sceptre.
ATTAQUES
- Souffle glacé: un souffle qui gèle
- Souffle de monstre

### Maître Xan
INFO
- Rôle: Méga robot de l'hyperforce
- Genre: Mâle
- Planète: ...

HISTOIRE
Maître Xan fait partie des Singes de Veron. Les singes de Veron sont des maîtres de la puissance primate. Maître Xan s'est relié au Seigneur Karkass et a permis au Seigneur Karkass d'obtenir l'énergie de la puissante primate car Xan disait de c'était écrit Karkass dirigerait l'univers grâce à la puissance des grands obscurs. Il enseignait à Antauri la puissance primate. Il habitait sur la planète Candallodia dans un grand temple.
ATTAQUES
- Laser (puissance du mal et primate)
- Boyeau attachant
- Boules d'énergies (maléfique et primate)
- Corps froid: passer à travers son corps et après l'ennemi a des sensations de froid.

### Papi et Mami Chenko
INFOS
- Rôles: Membres du clan des adorateurs de Karkass
- Genres: Mâle et femelle
- Planète: Shuggazoom

HISTOIRE
Papi et Mami Chenko sont les parents de Valleena. Ils sont aussi des membres du clan des adorateurs de Karkass, un club regroupant les Shuggazoomiens qui aiment Karkass.
ATTAQUES
- Laser énergétique
- Bulle énergétique: Une attaque qui enferme quelqu'un dans une bulle énergétique.
- Dents tranchantes: Ils peuvent lancer des dents pointues.
- Crâne chauve-souris: En ouvrant le ventre, elle peut lancer des chauves-souris à tête de crâne.
- Bouclier
- Transformation monstre

## Alliés

### Jinmay Rayfield
INFO
- Rôle: Robot
- Planète: ...
- Genre: Fille

HISTOIRE
Jinmay a été trouvé par le Seigneur karkass car le Seigneur karkass a trouvé le corps de Jinmay dans l'espace et l'a recueillie. Il a effacé sa mémoire et l'a envoyée à Shuggazoom avec Sakko son agent.
DESCRIPTION
Jinmay est la copine de Chiro. À partir de la saison 4 elle aide l'hyperforce à sauver la ville de Shuggazoom. Jinmay fait partie de l'hyperfroce.
ATTAQUES
- Laser: Un laser lancé par les yeux.
- Missile: Un missile qui sort de sa main.

### Les Sun Riders
INFO Orora
- Rôle: Alliée
- Genre: Fille
- Planète: Shuggazoom

INFO Jony
- Rôle: Allié
- Genre: Mâle
- Planète: Shuggazoom

INFO Jack
- Rôle: Allié
- Genre: Mâle
- Planète: Shuggazoom

HISTOIRES ET DESCRIPTIONS
Les Sun riders sont des Héros de télévision jusqu'au jour où ils ont commencé à travailler pour Karkass, celui leur a donné des pouvoirs pour détruire l'hyperforce. Après dans la saison 2, ils sont devenus les alliés de l'hyperfoce. Les Sun riders sont Johnny cheveux roux, Aurora la fille de l'équipe, Jack cheveux noirs.
ATTAQUES Johnny
- Trou noir
- Boule d'énergie
- Boule trou noir

ATTAQUES Aurora
- Fusil laser

ATTAQUES Jack
- Casque rayon laser

ATTAQUE DUO
- Onde de chock Supra sonic

### Trucmuche
INFO
- Rôle: Bête
- Genre: Mâle
- Planète: ...

HISTOIRE ET DESCRIPTION
Trucmuche est le nom qu'a donné Chiro à une petite boule de poils que l'hyperforce a trouvée sur la lune Ranger 7. En fait, c'était un piège du Seigneur Karkass : il a empoisonné cette bête et l'a envoyée sur Ranger 7 pour que l'hyperforce la trouve et qu'elle se fasse empoisonner, mais malheureusement seul Gipson fut empoisonné, les autres ont été immunisés contre le Virus.

### Captain Shuggazoom
INFO
- Rôle: Ancien Protecteur de Shuggazoom
- Genre: Mâle
- Planète: Shuggazoom

HISTOIRE
Avant Captain Shuggazoom était le seul protecteur de la ville de Shuggazoom. C'était à l'époque où les Super singes étaient des singes normaux sans armes qui habitaient dans le laboratoire de l'Alchimistre.
Un jour vient où Captain Shuggazoom se retrouve face à face avec un monstre venant de monde des grands obscurs. Il utilisa donc un canon à sommeil ; mais malheureusement, quand le monstre essaya de se protéger, une partie du rayon du canon à sommeil se retourna contre lui et l'endormit pendant bien longtemps. Un jour, l'hyperforce le réveille et le retrouve vieux.
ATTAQUES
- Anneaux fulguro fouret : Des cercles énergétiques
- Laser fulguro fouret : Un laser énergétique
- Il peut voler

### L'Alchimiste
INFO
- Rôle: Alchimiste scientifique
- Genre: Mâle
- Planète: Shuggazoom

HISTOIRE
En fait, l'Alchimiste est le Seigneur karkass. Tout a commencé, il y a très fort longtemps, avant l'alchimiste aidait Captaine Shuggazoom à protéger Shuggazoom. Il avait élevé 6 petits singes Antauri, Sparx, Nova, Gipson, Otto et Mandarin car à cette époque les super singes étaient juste des singes normaux. Un jour, l'alchimiste a créé un portail qui donne accès au monde des grands obscurs, ce dernier était protégé par une grille énergétique mais Mandarin, surnommé Petit singe vilain sauta sur le portail et l'abima. Une grande main de couleur blanche sortit du portail et attrapa l'Alchimiste, tout ceci lui a donné une immense énergie maléfique et la transformé en monstre, le SEIGNEUR KARKASS.

### Maître Prufong
INFO
- Rôle: Enseigneur des arts martiaux
- Genre: Mâle
- Planète: Galaxia

HISTOIRE ET DESCRIPTION
Également connu comme maître dur, Prufong principal court un dojo interplanétaire sur la planète Galaxia et était l'ancien entraîneur des arts martiaux du nova. Le Hyperforce le rencontre sur leur recherche pour détruire le Roi squelettique Worm et a découvert que Galaxia a été corrompu par l'obscurité son passage, transformant tous ses habitants en monstres bataille-fous étourdis qui combattent dans le club de bataille de monstre, un tournoi méchant et brutal. Quand Chiro devient infecté par l'atmosphère corrompue de Galaxia, Offay principal aide la commande de Chiro sa nouvelle forme sauvage de monstre par chemin de fer de lui des manières antiques du combat de monstre, où un esprit immobile peut conquérir n'importe quel obstacle. Quand Chiro défait le tous les contestants du monstre que la bataille matraquent, il apprend que le seigneur de la guerre, le champion principal qui a créé le tournoi, est le maître Offay, dont l'esprit a été déformé par la puissance du Roi Worm's squelettique. Pour apporter Offay principal à ses véritables enseignements d'Offay principal de sens, d'utilisations de Chiro et au primat de puissance de le soumettre. Offay principal a été pour la dernière fois vu sur l'écran en tant qu'un les alliés qui faciliteront le Hyperforce dans la dernière bataille contre le roi squelettique ressuscité et son armée des vampires.
ATTAQUE
- Onde de choc

## Shuggazoom
Shuggazoom est la planète où vit l'Hyperforce. Sur cette planète à part la ville de Shuggazoom le reste est inhabité, cette zone est appelée Les Temps Perdus de Shuggazoom". Dans cette zone, il y a bon nombre d'endroits différents comme Les Terres du K.O : des terres volcaniques entourées de lave, La Mer de Glace où, au milieu se trouve l'île de Glace, Les Terres Sauvages, une forêt tropicale, des déserts et aussi une ile avec des grandes pierres qui mène au Monde Inférieur (le monde des grands Obscurs).

## Épisodes

### Première saison (2004-2005)
1. La Fiancée de Chiro (Chiro's Girl)
2. Peur des profondeurs (Depths of Fear)
3. Planète K (Planetoid Q)
4. Menace magnétique (Magnetic Menace)
5. L'Ascenseur des ténèbres
6. Les Sun Riders (The Sun Riders)
7. Le Retour de Mandarin
8. Les Seigneurs de Soturix 7
9. Bestior
10. Trucmuche (Thingy)
11. La Planète des gorilles
12. Un retour inattendu (1)
13. Un retour inattendu (2)

### Deuxième saison (2005)
1. Un certain Krinkle (A Man Called Krinkle)
2. Le Cirque noir
3. Nuit de cauchemar
4. Chiro au pays des Géants
5. Le Retour des Sun Riders
6. Tous contre Chiro
7. Une ombre sur Shuggazoom
8. Eden Rosbif
9. La Revanche du capitaine Quint
10. Pris dans les glaces
11. Les Attaques du Seigneur Karkass
12. Les Maîtres d'Antauri
13. Moi, Chiro

### Troisième saison (2005-2006)
1. Les Terres sauvages (Part 1)
2. Les Terres sauvages(Part 2)
3. Un esprit dans le robot
4. La Saison du crâne
5. Menace volante
6. Ah, les filles
7. Frères d'armes
8. La Guerre des monstres
9. À vos souhaits
10. Gros Lug
11. Prototype
12. Hyperespace
13. Au cœur du mal

### Quatrième saison (2006)
1. Galactic Chaos : Attaque spatiale
2. Galactic Chaos : Assaut final
3. Incident sur Ranger 7
4. Fantômes de Shuggazoom
5. Âges du mal
6. L'Invasion des Vrodons
7. Nuit de la peur
8. Le Démon des profondeurs
9. Société secrète
10. Une voix du passé
11. Les Cinq Sauvages
12. Puissance du mal
13. Âme du mal